# Nosseni-Epitaph

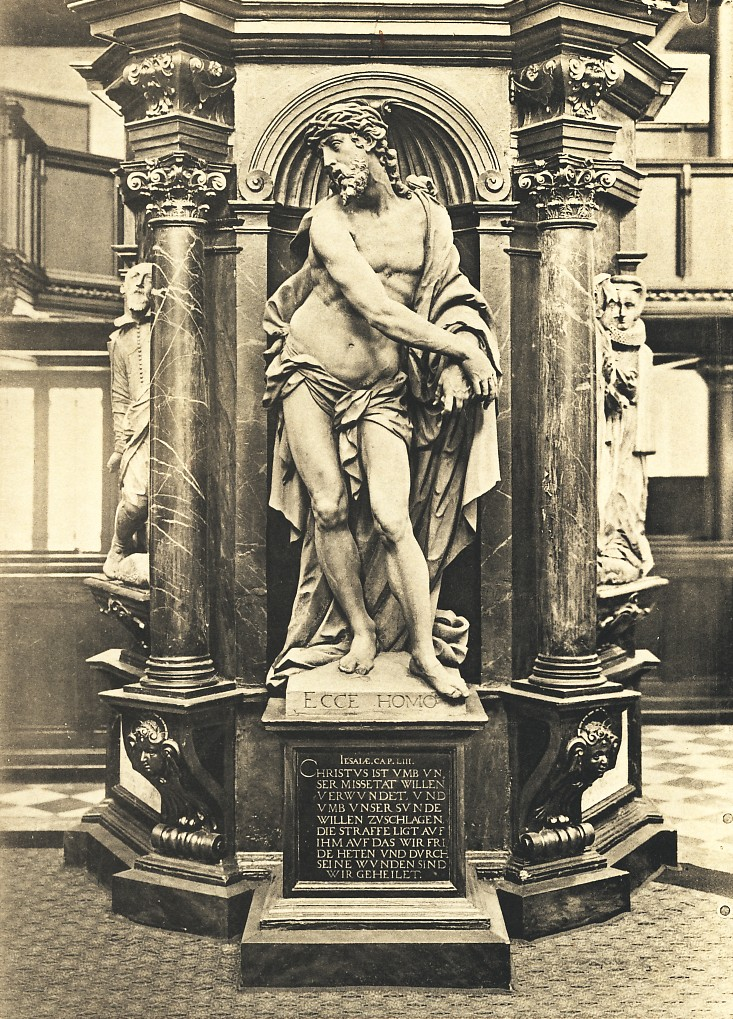
Nosseni-Epitaph um 1910

Das Nosseni-Epitaph ist das in Teilen erhaltene Grabdenkmal für den Schweizer Bildhauer Giovanni Maria Nosseni. Es wurde 1616 noch vor Nossenis Tod angefertigt und stand bis zur starken Beschädigung während der Luftangriffe auf Dresden 1945 in der Sophienkirche. Teile des Epitaphs werden gegenwärtig an verschiedenen Orten der Stadt Dresden der Öffentlichkeit präsentiert.

## Geschichte
Nosseni galt um 1600 als die „für Dresden wichtigste Künstlerpersönlichkeit“. Er war Lehrer für zahlreiche später bedeutende Dresdner Bildhauer und hatte seit seiner Niederlassung in Dresden im Jahr 1575 die Bildhauerkunst der italienischen Renaissance im Kurfürstentum Sachsen bekannt gemacht. Als sächsischer Hofbildhauer und ausländischer Künstler genoss er hohes Ansehen. Er entwarf Werke und überwachte die Ausführung, war jedoch nur selten selbst bildhauerisch tätig.

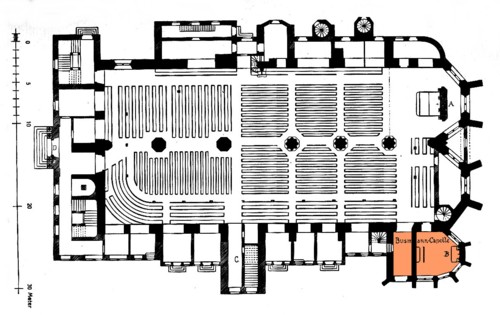
Lage des Epitaphs: bis 1875 am westlichsten Pfeiler, bis 1909 in der Busmannkapelle (eingefärbt), ab 1910 am östlichsten Pfeiler am Altar

Als Hofbildhauer konnte sich Nosseni ein Begräbnis in der als Begräbniskirche konzipierten Sophienkirche leisten, das aufgrund der Bestattungskosten in Höhe von 50 Talern nur den obersten Schichten der Stadt möglich war. Der Sophienkirche war Nosseni zudem verbunden, da er 1606 nach Auftrag durch Kurfürstin Sophie den Hauptaltar der Kirche geschaffen hatte.

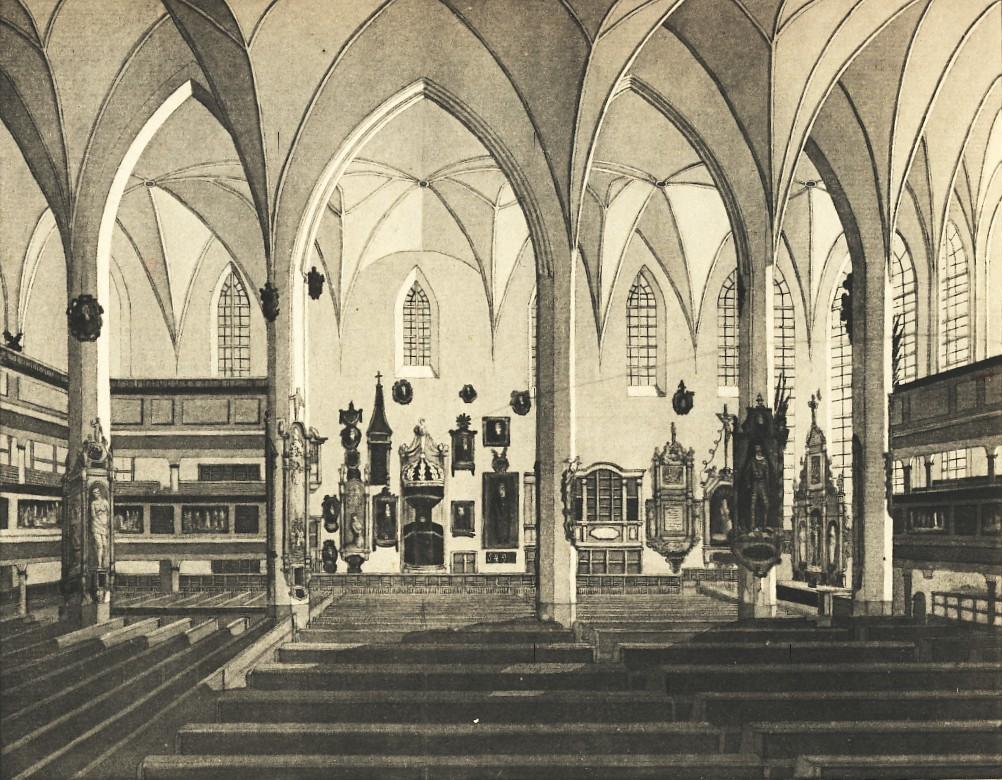
Das Epitaph um 1825 mit Aufbau am linken Pfeiler; heute verschollenes Aquarell von Kannegießer

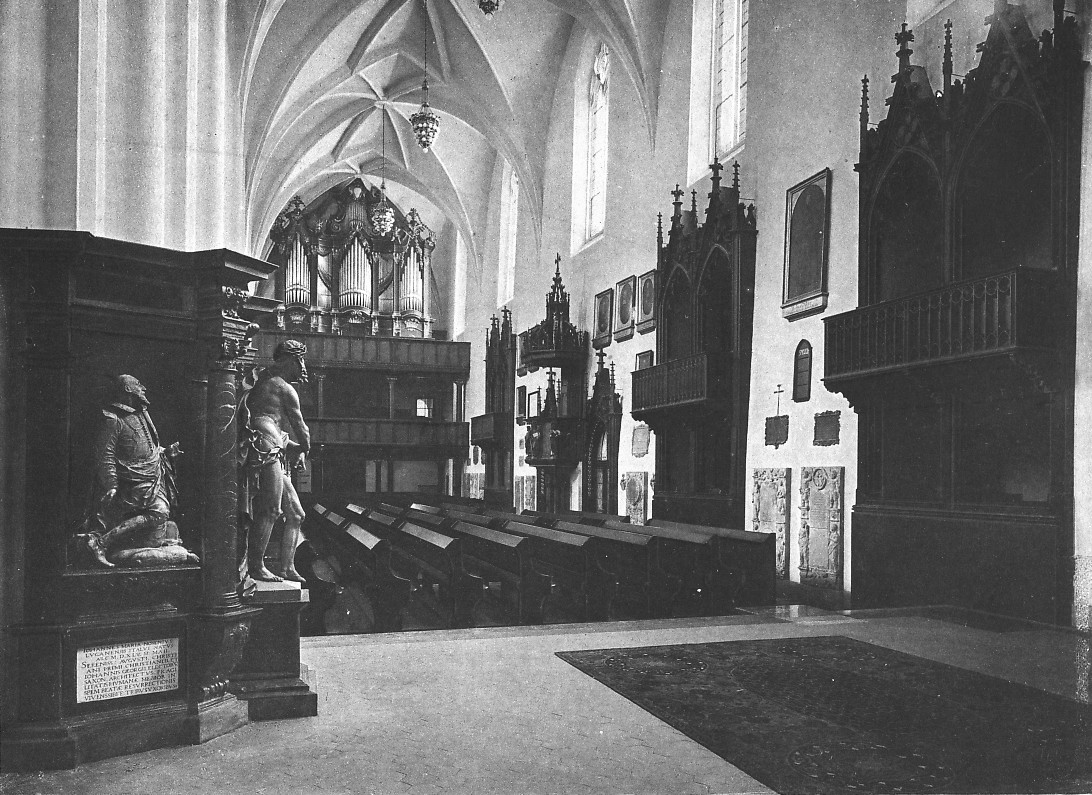
Epitaph 1910 vom Altar aus in Richtung Orgel gesehen

Vier Jahre vor seinem Tod ließ sich Nosseni sein eigenes Grabdenkmal errichten. Es war so konzipiert, dass es an einem der achteckigen Pfeiler der Sophienkirche stehen konnte, und wies daher einen gebrochenen, drei Seiten eines Achtecks bildenden Grundriss auf. Als Bildhauer des Epitaphs gelten Nossenis bedeutendster Gehilfe Sebastian Walther und Zacharias Hegewald.
Das Epitaph wurde nach Nossenis Tod 1620 am westlichsten fünften Pfeiler der Kirche angebracht. Beim Innenumbau der Sophienkirche im Jahr 1875 versetzte man das Epitaph „ungünstig in d[ie] Busmannkapelle“ und platzierte es in einer Ecke. Bereits zu diesem Zeitpunkt war der Aufbau des Epitaphs mit einer Darstellung des Jüngsten Gerichts verloren gegangen. Stattdessen wurde das Epitaph durch ein verkröpftes Gebälk abgeschlossen. Erst bei einer zweiten Innenrenovierung der Kirche 1910 wurde das Epitaph „an einer dem Meister würdigen bevorzugten Stelle in der Kirche wieder aufgestellt“; es befand sich nun am ersten Pfeiler unmittelbar neben dem Nosseni-Altar.
Das Epitaph bestand 1910 aus zwei Seitenreliefs mit Konsolen und Bekrönung sowie einer Mittelnische, vor der zentral die Skulptur des Ecce homo stand. Zu Beginn des Zweiten Weltkriegs wurde die Skulptur im Keller der Dresdner Frauenkirche eingelagert, der als bombensicher galt. Während das Epitaph bei der Zerstörung der Sophienkirche schwer beschädigt wurde und sich die teilweise erhaltenen Reliefs heute im Stadtmuseum Dresden befinden, galt der Ecce homo als Kriegsverlust. Erst während der Enttrümmerung der Frauenkirche wurde die Skulptur am 7. April 1994 im eingestürzten westlichen Hauptgewölbe der Kirche wiederentdeckt. Die Figur war zwar zerbrochen, jedoch im Detail so gut erhalten, dass sie restauriert werden konnte. Sie befindet sich seit 1998 in der Dresdner Kreuzkirche. Weitere Bruchstücke des Epitaphs, darunter Stücke der Bekrönung, lagern im Landesamt für Denkmalpflege Sachsen im Dresdner Ständehaus.

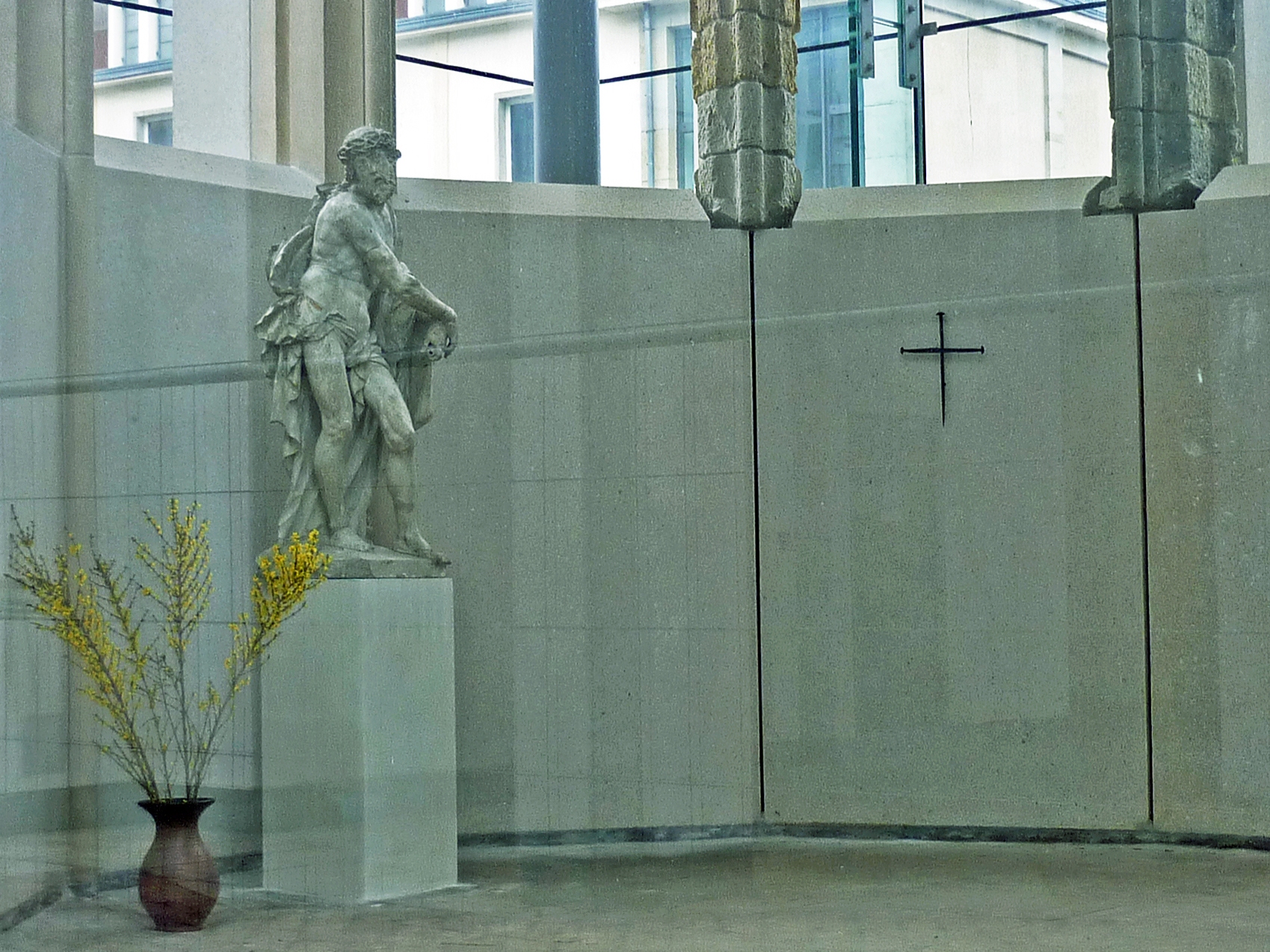
Ecce homo im DenkRaum Sophienkirche

Der Entwurf der Gedenkstätte Busmannkapelle (Heute: DenkRaum Sophienkirche) von Gustavs und Lungwitz, einer Gedenkstätte für die Sophienkirche, sah auch die Rekonstruktion des Nosseni-Epitaphs vor. Es sollte zentral im stilisierten Chor der Kapelle an der Stelle des früheren Altars errichtet werden. Es war geplant, den Raum der Kapelle für Veranstaltungen und Andachten zu nutzen, wobei Besucher dabei in der Regel auf den Ecce homo des Epitaphs schauen sollten, der „für das Leid der Stadt steht, aber auch Erlösung verheißt“. Eine Rekonstruktion des Epitaphs wurde final nicht umgesetzt. Der Ecce Homo des Epitaphs befindet sich seit 2020 im DenkRaum Sophienkirche.

## Beschreibung

### Linke Seite

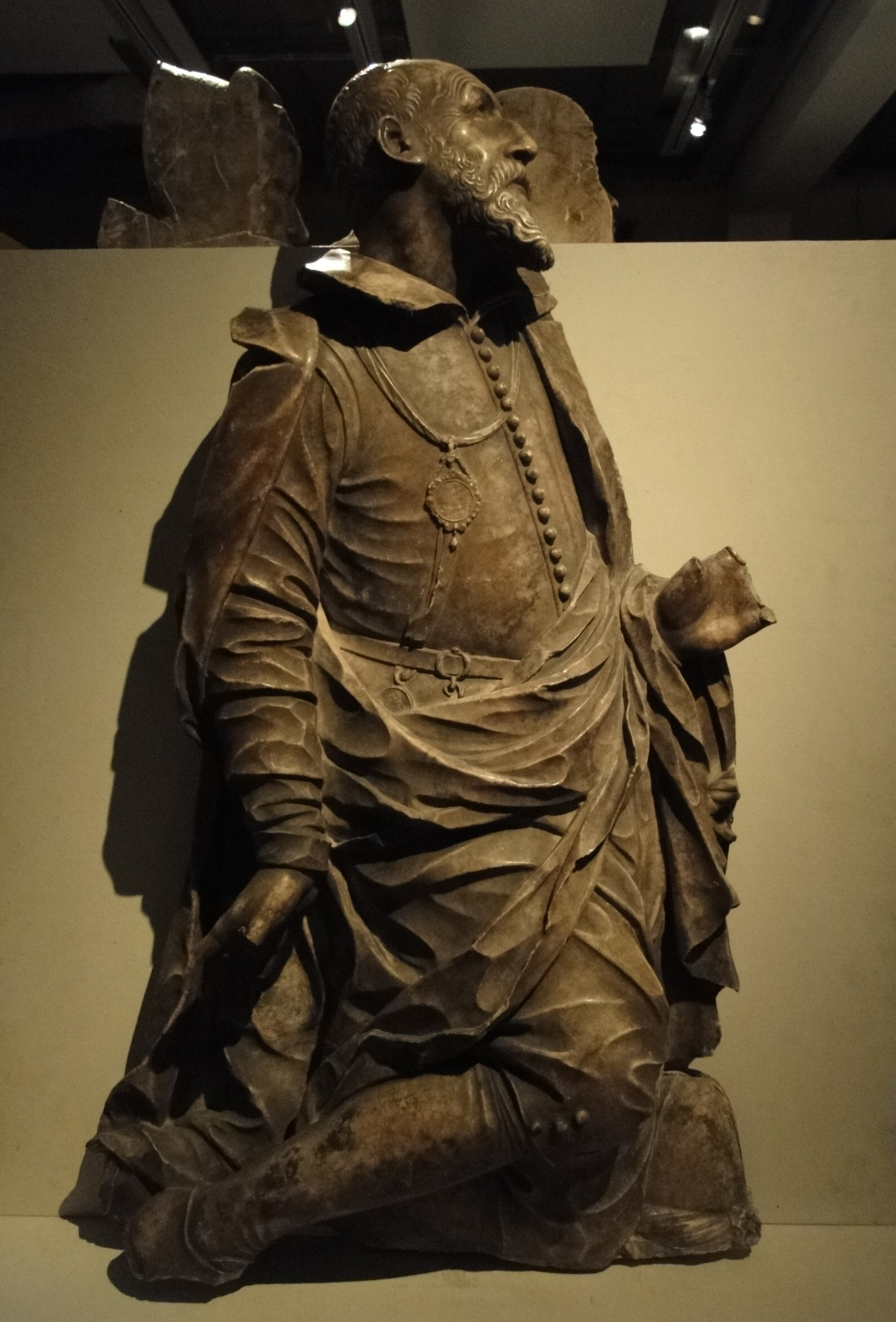
Erhaltene Darstellung Nossenis

Auf der Seite links des Ecce homo war eine kniende männliche Gestalt als Alabasterrelief zu sehen, die Nosseni selbst darstellte. Der bärtige Mann mit kurzem, spärlichen Haar trägt zeittypische Kleidung und kniet mit dem linken Knie auf einem Kissen, während das rechte Knie leicht erhoben ist. Über der Schulter liegt ein Mantel, die Brust zieren zwei Schaumünzen. Sowohl an der rechten als auch an der linken Hand waren bereits um 1900 die Finger abgebrochen; die linke Hand hielt ursprünglich ein Schwert, das jedoch um 1900 ebenfalls fehlte.
Die Inschrift gab die Lebensdaten Nossenis und seine Tätigkeit an:

“JOHANNES MARIA NOSENIUS / Luganensis Italus natus / Aō. C. MDXLV. M. Maii / Sereniss. Augusti. Christi / ani primi. Christiani II. et / Johannis Georgi electorū / Saxon. architectus. Fragi / litatis humanæ memor in / spem beatae resurrectionis / vivens sibi e tribus uxoribus.”

„Johannes Maria Nosenius, aus Lugano anno 1545 im Monat Mai gebürtiger Italiener, der durchlauchtigsten erhabenen Christian I., Christian II. und Johann Georg, Kurfürsten von Sachsen, Architekt. Eingedenk der menschlichen Gebrechlichkeit in Hoffnung auf selige Auferstehung zu Lebzeiten für sich und seine drei Ehefrauen.“

Robert Bruck empfand es 1912 als bemerkenswert, dass Nosseni in der Inschrift zwar als Architekt („architectus“), nicht jedoch als Bildhauer benannt wurde. Von der linken Epitaphseite hat sich ausschließlich das Relief erhalten, wobei Teile des rechten Fußes fehlen. Auch die Bank mit Kissen, auf der die Figur kniete, ist nicht erhalten.
Das Relief Nossenis gilt als „ein Meisterwerk vornehmer Charakteristik“.

### Mittelseite
Die Mittelseite zeigte eine Flachnische, die von über Eck stehenden korinthischen Marmorsäulen eingefasst wurde. Vor der Nische stand auf einem vierseitigen Sockel die rund 165 Zentimeter hohe steinerne Skulptur, die auf der Plinthe als Ecce homo bezeichnet wurde. Um 1900 war die Skulptur bereits mit grauer Ölfarbe übermalt worden.

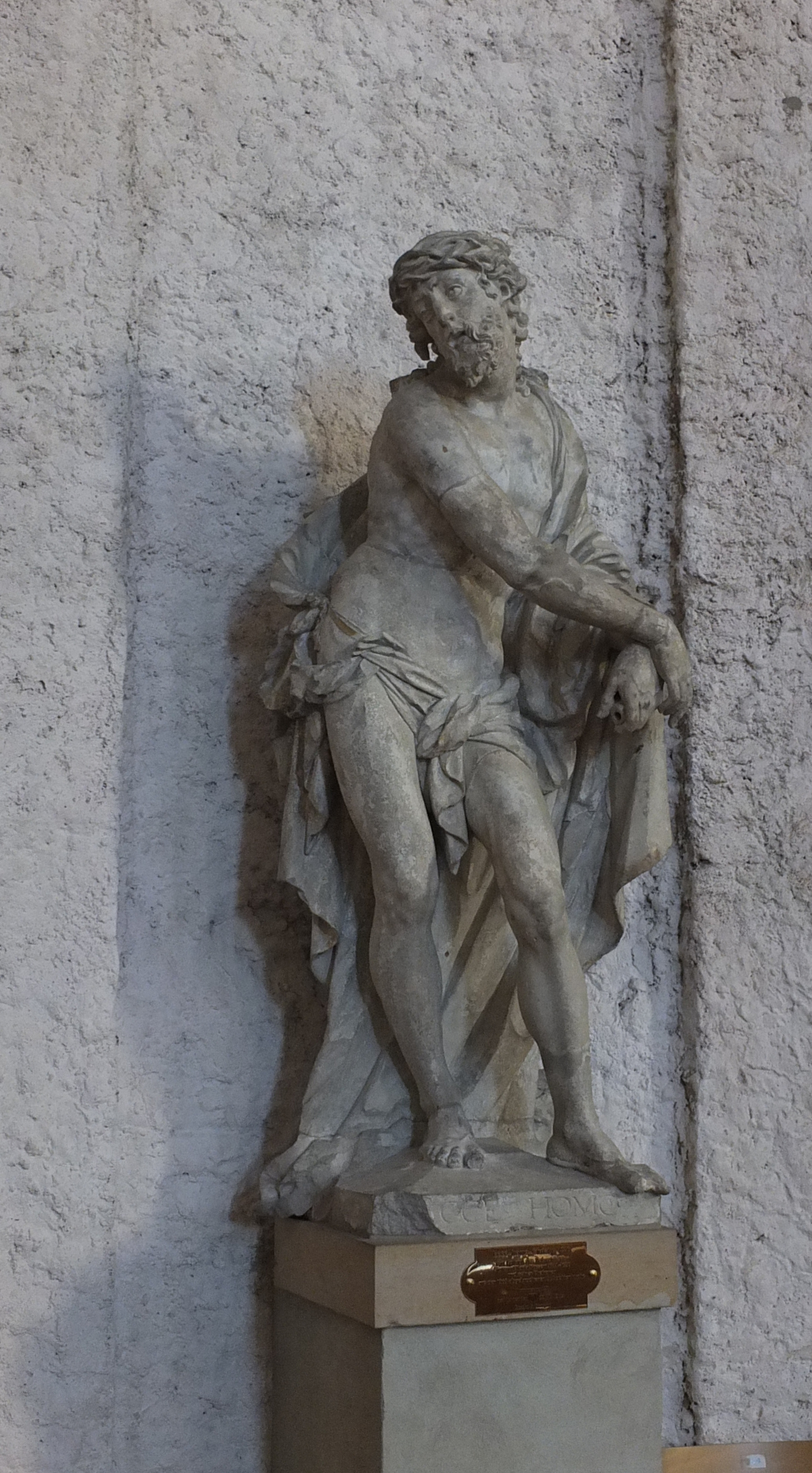
Ecce homo, Skulptur in der Kreuzkirche

Christus wird mit Dornenkrone dargestellt, die vom Betrachter aus linke Hüfte ist herausgedrückt und der Rumpf rechtsgeneigt. Der Kopf – „der Gesichtsausdruck ist schmerzvoll, doch ohne Verzerrung“ – ist nach links gewandt und die Hände sind nach rechts übereinandergelegt. Über Rücken und Lende liegt ein Gewand. Die zentrale Skulptur gilt als „eine der seltenen Freistatuen monumentalen Formats, die damals von Deutschen geschaffen wurden“ und zeigt in der Körperhaltung deutliche, wenn auch übersteigerte Anklänge an Michelangelos Skulptur Der auferstandene Christus in Santa Maria Sopra Minerva in Rom.
Der Sockel, auf dem der Ecce homo stand, enthielt auf drei Seiten Bibelsprüche.
| Links Acto Cap. X. Von diesem Jesu zeu gen alle Prophe ten das durch seinen Namen al le die an ihn gleu ben Vergebung der Sunden empfahen sollen. | Mitte Jesaiae Cap. XIII. Christus ist umb un ser Missetat willen verwundet, und umb unser Sunde willen zuschlagen die Straffe ligt auf ihm auf das wir Fri de heten und durch seine Wunden sind wir geheilet. | Rechts Lucae Cap. XXIV. Also ist geschriben und also muste Chri stus leiden und auf= erstehen von den Toden an dritten Tag und predigen las sen in seinem Namen Buss und Vergebung der Sunden, unter allen Volckern. |

### Rechte Seite

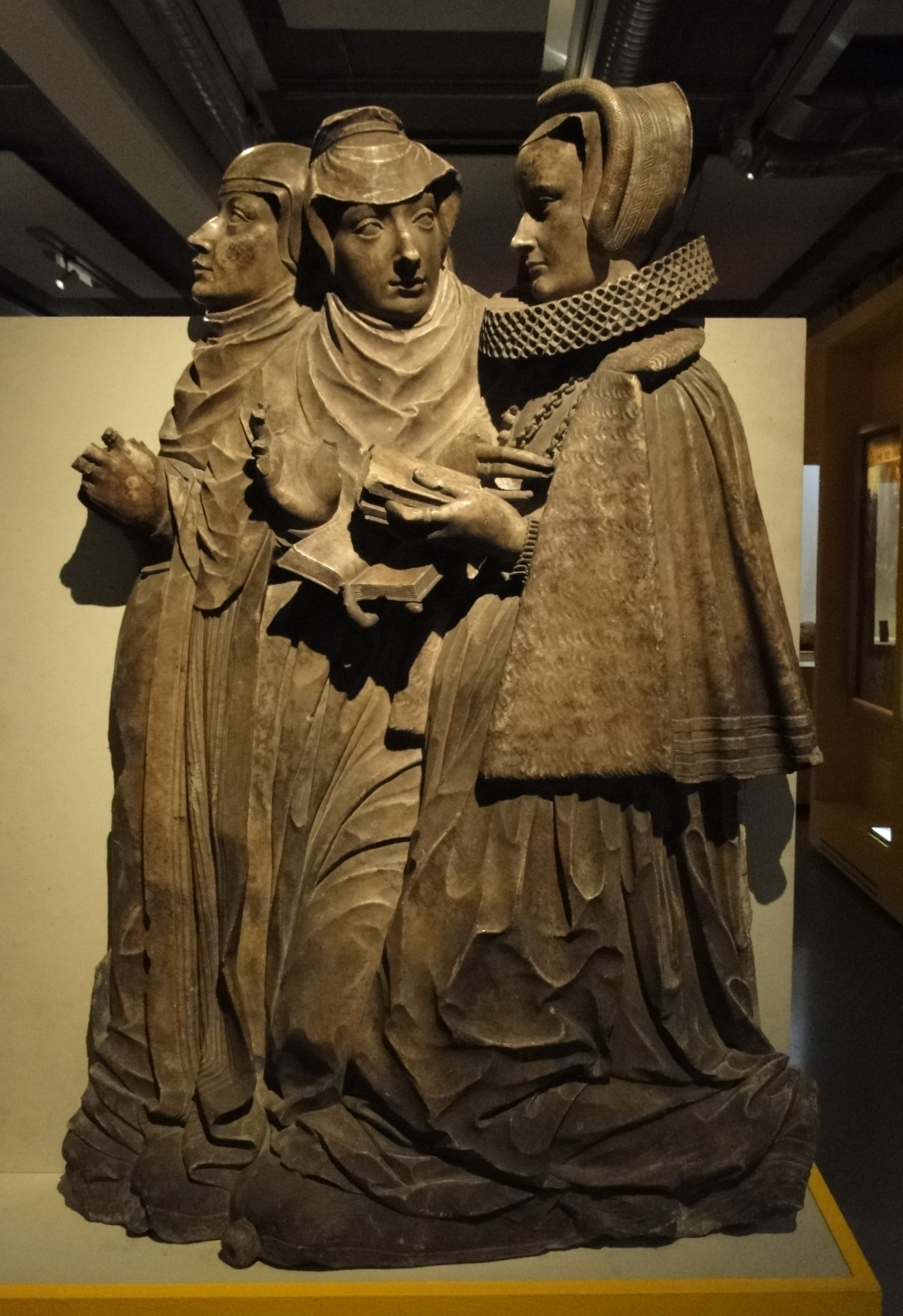
Erhaltenes Relief der rechten Seite

Auf der Seite rechts des Ecce homo sind auf einem Relief die drei Ehefrauen Nossenis in kniender Haltung abgebildet. Links ist die 1579 verstorbene erste Ehefrau Elisabeth Unruh im Profil dargestellt. Sie trägt einen Totenschleier und schaut nach oben, ihre Hände sind im Gebet gefaltet.
In der Mitte ist die zweite Ehefrau Nossenis, Christiane Hanitsch, dargestellt, die 1606 verstorben war. Sie ist im Äußeren jünger als Elisabeth dargestellt und schaut nach vorn. Die rechte Hand ist offen, während die linke Hand ein Gebetbuch hält. Die Figur trägt ebenfalls einen Totenschleier und scheint in ein Gespräch mit der Frau hinter ihr vertieft zu sein.
Bei der rechts dargestellten Frau handelt es sich um die dritte Ehefrau Nossenis, Anna Maria von Rehen, die er 1609 geheiratet hatte und die ihn überlebte. Sie wurde wie Christiane eher jugendlich dargestellt, trägt jedoch keinen Totenschleier, sondern eine Halskrause, eine Haube und einen Pelzmantel mit Gnadenkette. 
Alle drei Frauen knien auf Kissen und wurden auf engem Raum nebeneinander komponiert. Das Alabasterrelief gilt daher, auch im Hinblick auf das Relief Nossenis, als „weniger geglückte Gruppe“.
Die Inschrift unter dem Relief gab die Lebensdaten der Ehefrauen an:

“Elisabethæ . . . . na. XVII. Jul. / Aō. C. M.D.LVII. defunctæ / XIV. Febru. Aō. C MDXCI / Christinæ. na. XV. Decem. / Aō. C. M.D.LXXV denatae / XXX. Nov. Aō. C MDCVI / Annae Maria superstitina / III. Febru. Aō. C MDLXXXIX / Hoc / Monumen. poni cura / vit M. Sep. Aō. C. M.DC.XVI.”

„Elisabeth .... geboren 17. Juli anno 1557, verstorben 14. Februar anno 1591; Christine. geboren 15. Dezember anno 1575, verstorben 30. November anno 1606; Anna Maria, noch lebend, (geboren) 3. Februar anno 1589. Dieses Grabmal hat er errichten lassen im Monat September anno 1616.“

Bereits im Jahr 1900 fehlten die Finger der linken und mittleren Frauenfigur. Das Relief blieb erhalten, jedoch wurde der Unterbau mit der Inschrift zerstört.

## Ausführende Bildhauer
Die genaue Zuordnung einzelner Teile des Epitaphs zu ausführenden Bildhauern ist nur schwer möglich. Bereits im späten 17. Jahrhundert wurden als ausführende Bildhauer „die berühmten Bildhauer Walther und Hegewald“ genannt. Ihre Arbeit am Epitaph wurde dabei zum Teil zum Beispiel von Gottlob Oettrich nur auf den Ecce homo, in anderen Fällen wiederum auf das gesamte Epitaph bezogen.
Cornelius Gurlitt verwies 1900 auf Gottlob Oettrich und ordnete wie er den Ecce homo Sebastian Walther und Zacharias Hegewald zu. Das seitliche Relief Nossenis sei dagegen „von außerordentlicher Meisterschaft und dürfte auf Nosseni selbst zurückzuführen sein.“
Bruck wies jedoch 1912 darauf hin, dass Nosseni bei seinen „plastischen Aufträgen nicht selbst schaffend war, sondern andere Künstler oder Gehilfen seiner Werkstatt mit der Ausführung seiner Entwürfe beauftragte“. Auch er erkennt, „daß zwei verschiedene Hände an dem Werke tätig waren, […] denn der Ecce homo unterscheidet sich stilistisch scharf von den Alabasterreliefs der beiden Seiten.“ Er ordnete durch Stilvergleiche den Ecce homo Zacharias Hegewald und die seitlichen Alabasterreliefs Sebastian Walther zu.
Walter Hentschel vermutete eine überwiegende Arbeit Sebastian Walthers am Epitaph, da Hegewald 1616 erst 20 Jahre alt und damit vergleichsweise unerfahrener im Handwerk war.